# Święta Humilitas
Święta Humilitas z Faenzy, właśc. Rosanna di Negusanti (ur. 1226 w Faenzy, zm. 22 maja 1310 we Florencji) – zakonnica i mistyczka, założycielka kobiecej kongregacji walombrozjanów, święta Kościoła katolickiego.

## Życie
Rosanna urodziła się w 1226 w Faenzy w majętnej rodzinie. Już jako dziecko posiadała naturę religijną, jednak mimo jej woli została wydana za mąż za Ugolotta dei Caccianemici, gdy miała piętnaście lat. W tym związku urodziła dwójkę dzieci, które jednak zmarły niedługo po narodzinach.
Po jakimś czasie Rosanna zaproponowała Ugolottowi by złożyli śluby zakonne. Ugolotto początkowo nie zgadzał się, zmienił jednak zdanie po przebyciu ciężkiej choroby. Oboje złożyło śluby w 1250, wstąpili do podwójnego klasztoru św. Perpetuy i już nigdy się nie zobaczyli. Ugolotto zmarł w 1256.
Rosanna w klasztorze wypełniała najcięższe i najbardziej pospolite prace, przez co otrzymała imię Humilitas (łac. pokora). Humilitas poczuła jednak, że klasztorna dyscyplina jej nie wystarcza. Podjęła życie pustelnicze, budując dla siebie przy kościele św. Apolinarego celę z małym okienkiem, przez które Humilitas mogła brać udział w nabożeństwach kościelnych. W tej celi żyła zamurowana przez dwanaście lat, żywiąc się darowanym chlebem i gorzkimi ziołami. Ten styl życia przyciągnął inne dziewczyny, które również wybudowały sobie cele. Humilitas je zaakceptowała i stała się dla nich duchową przewodniczką. Zgromadziła je w starym klasztorze wallombrozjanów w pobliżu Faenzy. W 1266 roku wybudowała również kolejny klasztor we Florencji.
Humilitas zawsze się odznaczała wielką wiedzą i mądrością. Mimo że pochodziła z bogatej rodziny, przez większość życia pozostawała analfabetką. Swoje kazania dyktowała swoim współsiostrom. Z tym wiąże się pewna anegdota. Siostry wiedząc, że Humilitas jest analfabetką, poprosiły ją by zajęła się tradycyjną lekturą Pisma Świętego w trakcie posiłku. Humilitas zgodziła się i wygłosiła zachwycające kazanie, mimo że żadne z jej słów nie było napisane w księdze z której miała czytać.
Humilitas bardzo często przed krucyfiksem wylewała krwawe łzy, podczas medytacji nad śmiercią i męką Jezusa. Innym razem objawiła jej się Maryja z dzieciątkiem Jezus. Matka Boża podała Go świętej by mogła go ukołysać. Po tym wydarzeniu Humilitas prosiła pewnego rzemieślnika, by wyrzeźbił figurkę Jezusa według jej opisu. Kiedy leżała sparaliżowana, w jej klasztorze nie brakowało chleba, mimo głodu, którego doświadczali mieszkańcy Florencji.
W 1309 r. Humilitas doznała udaru mózgu. Została sparaliżowana i straciła głos. Zmarła 22 maja 1310 r. w piątek – tak jak tego pragnęła. Pochowana została we Florencji. Elewacji dokonano w rok po śmierci opatki. Relikwie spoczęły w klasztorze Świętego Ducha w Bagno a Ripoli.
Aprobaty kultu dokonał 27 stycznia 1720 papież Klemens XI, zaś w 1942 roku ogłoszona została patronką Faenzy.
W ikonografii przedstawiana jest z atrybutem, którym jest kaptur z owczej skóry.
Wspomnienie liturgiczne w Kościele katolickim obchodzone jest w dies natalis (22 maja).